# (8496) Jandlsmith
(8496) Jandlsmith (1990 QO3) – planetoida z pasa głównego asteroid okrążająca Słońce w ciągu 5,53 lat w średniej odległości 3,13 au. Odkryta 16 sierpnia 1990 roku.